# Louis Stienne
Louis Stienne, né à Strasbourg le 13 janvier 1845 et mort dans la même ville le 18 février 1908, est un sculpteur français.

## Œuvre
Louis Stienne est l'élève de Philippe Grass, auquel il succéda en 1876 comme sculpteur attitré de l'Œuvre Notre-Dame.
En 1898, il réalise le nouveau tympan des Rois mages du portail gauche de la façade ouest de la cathédrale Notre-Dame de Strasbourg, ainsi que le remodelage de la statue de la Vierge au grand portail et la dalle funéraire de l'évêque André Raess. L'église protestante Saint-Pierre-le-Jeune de Strasbourg abrite son médaillon du pasteur Frédéric Horning et le Temple Neuf son buste de Jules Sengenwald. En Moselle, l'église Notre-Dame de l'Assomption de Phalsbourg conserve une statue du bienheureux Augustin Schoeffler.
Il réalise en 1885 les premières réductions de statues de la cathédrale strasbourgeoise, à l'échelle 1/5e : il s'agit de l'Ecclesia et de la Synagogue, deux statues du XIIIe siècle, qui se font face dans le bras sud du transept de la cathédrale.
Le musée d'art moderne et contemporain de Strasbourg conserve les bustes en plâtre de Jules Sengenwald et d'une femme voilée.

Œuvres de Louis Stienne
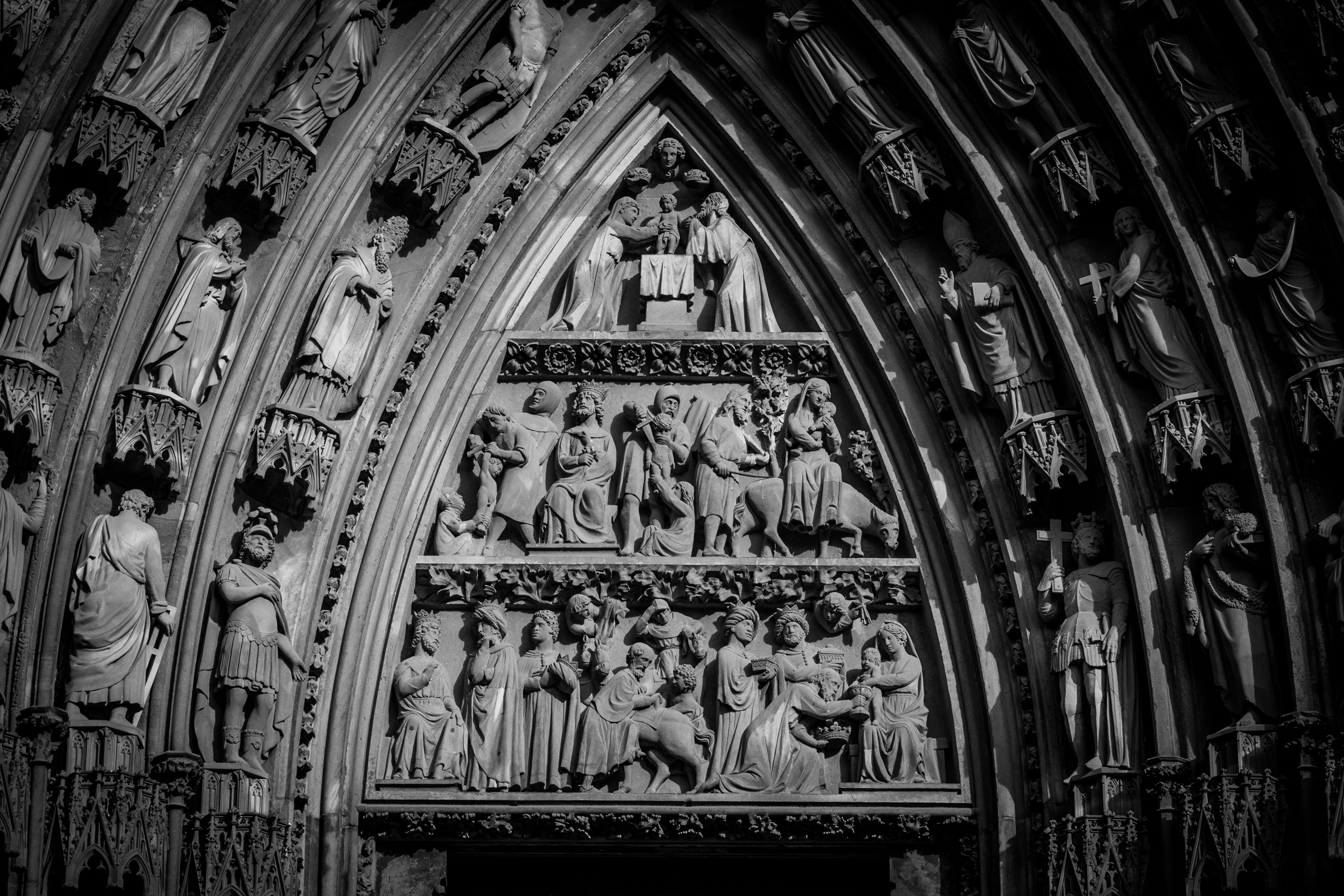
Tympan des Rois mages, cathédrale Notre-Dame de Strasbourg.
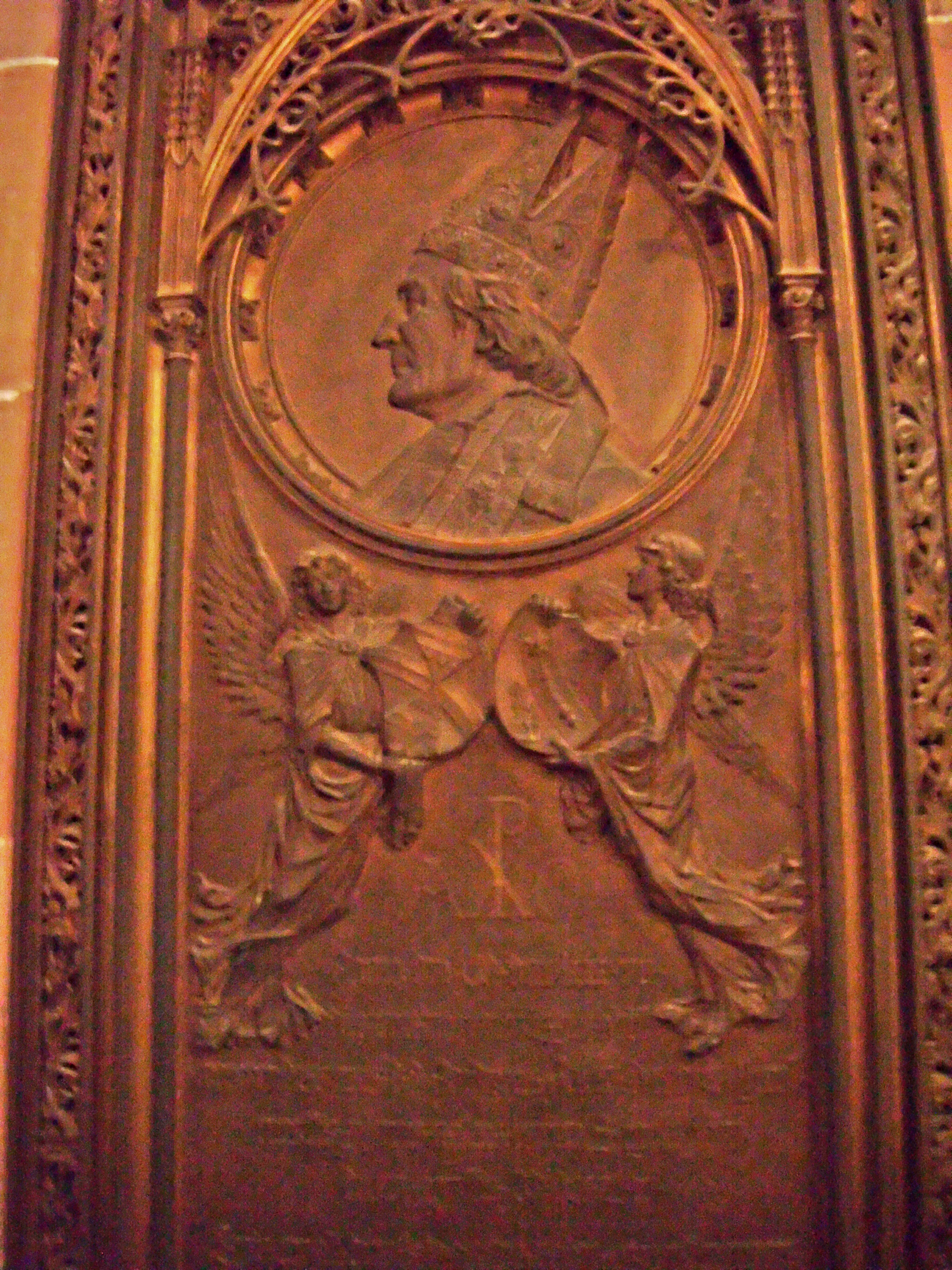
Épitaphe de Mgr Raess, cathédrale Notre-Dame de Strasbourg.
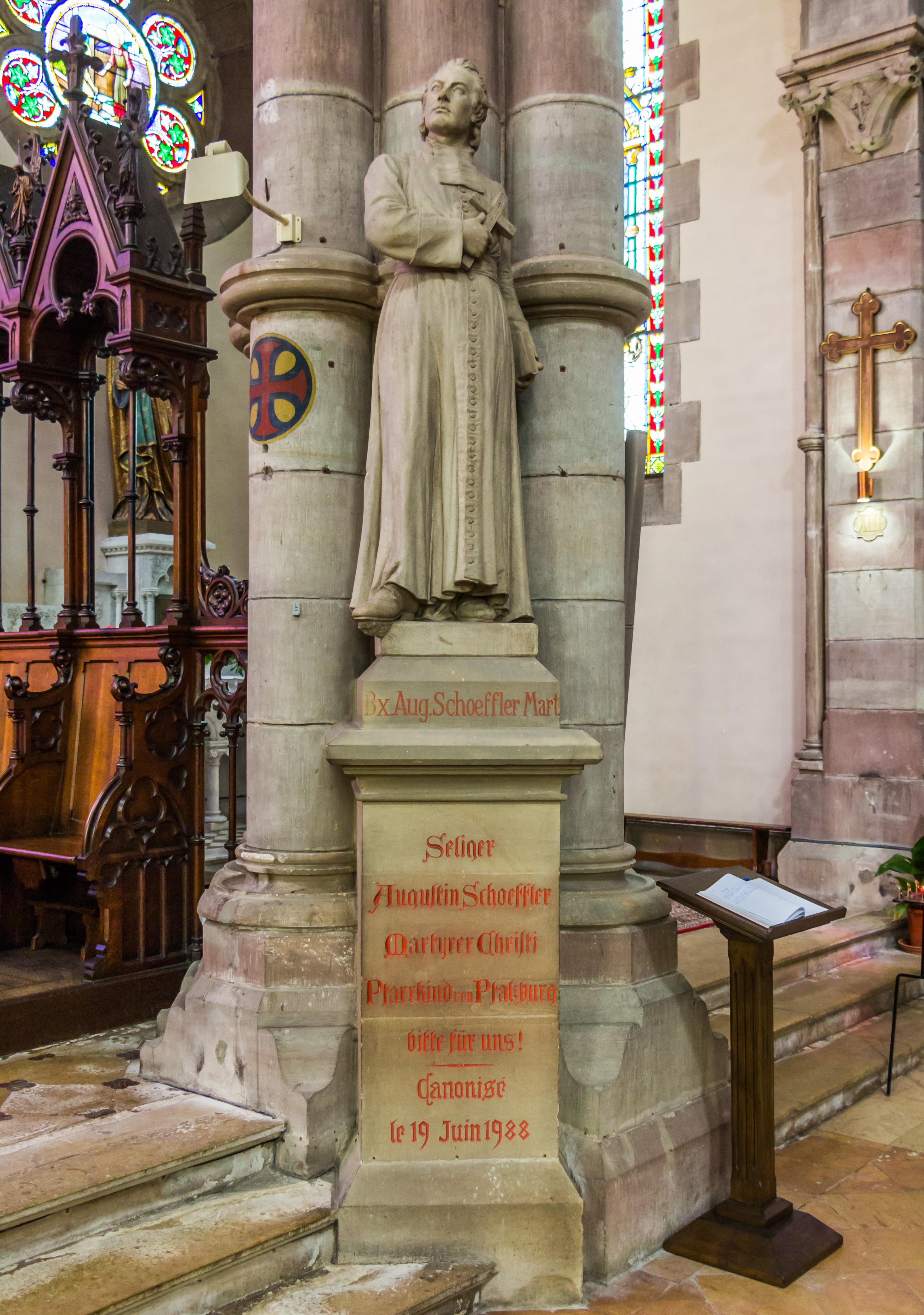
Augustin Schoeffler, Phalsbourg, église Notre-Dame de l'Assomption.
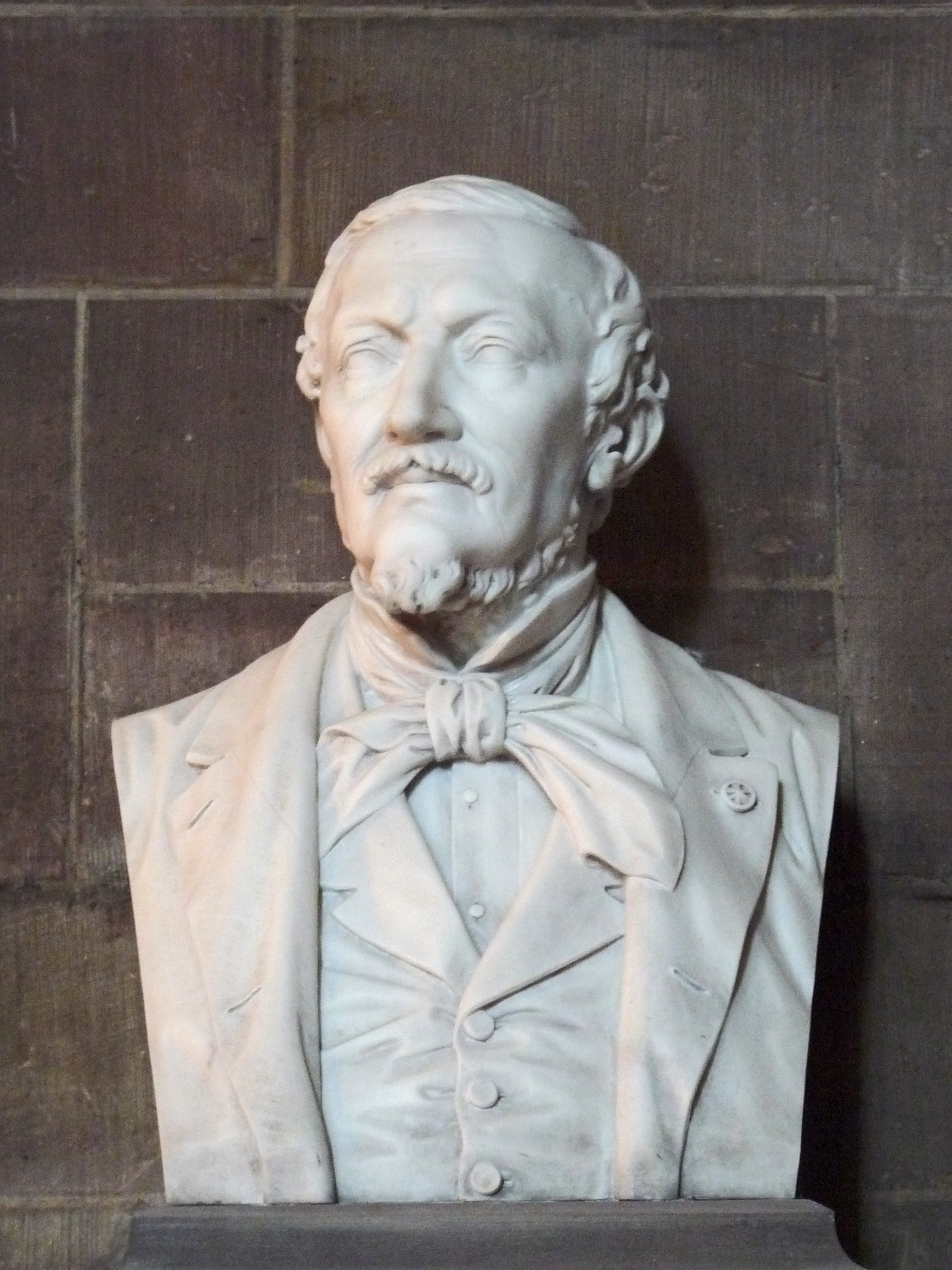
Jules Sengenwald (1889), Strasbourg, Temple Neuf.